# Podział administracyjny Nowej Południowej Walii
Stan Nowa Południowa Walia dzieli się na 152 obszary samorządu terytorialnego (local government areas). Zgodnie z australijskim prawem kwestie samorządów lokalnych znajdują się w gestii władz stanowych i to one decydują zarówno o podziale administracyjnym, jak i o kompetencjach samorządu.
Jednostki samorządu używają w Nowej Południowej Walii aż 4 różnych typów nazw: miasto (city; zastrzeżone tylko dla jednostek posiadających prawa miejskie), gmina (municipality), region (region lub regional council) oraz hrabstwo (shire). Część jednostek nie używa żadnej z tych nazw i wtedy oficjalnie zwane są radami (councils), ale potocznie stosuje się tylko ich nazwy własne, bez żadnych dodatków. Niezależnie od używanej nazwy, kompetencje każdej z jednostek są identyczne, zaś ich granice nie mogą się pokrywać, gdyż prawodawstwo stanu przewiduje tylko jeden szczebel samorządu terytorialnego.
Stolica stanu i jego zdecydowanie największy ośrodek miejski – Sydney – nie posiada jako całość żadnej osobowości prawnej. W sensie administracyjnym stanowi luźny związek 38 niezależnych samorządów. Kwestie o zasięgu ogólnomiejskim regulują odgórnie władze stanowe.
Podobnie jak w większości państw wywodzących się z brytyjskiej tradycji konstytucyjnej, w australijskich samorządach zdecydowanie dominuje legislatywa. Szef egzekutywy może pochodzić z wyborów bezpośrednich lub być wybierany przez radnych z własnego grona – na terenie stanu spotyka się oba rozwiązania. Jego tytuł różni się w zależności od nazwy jednostki.

Mapa administracyjna Nowej Południowej Walii

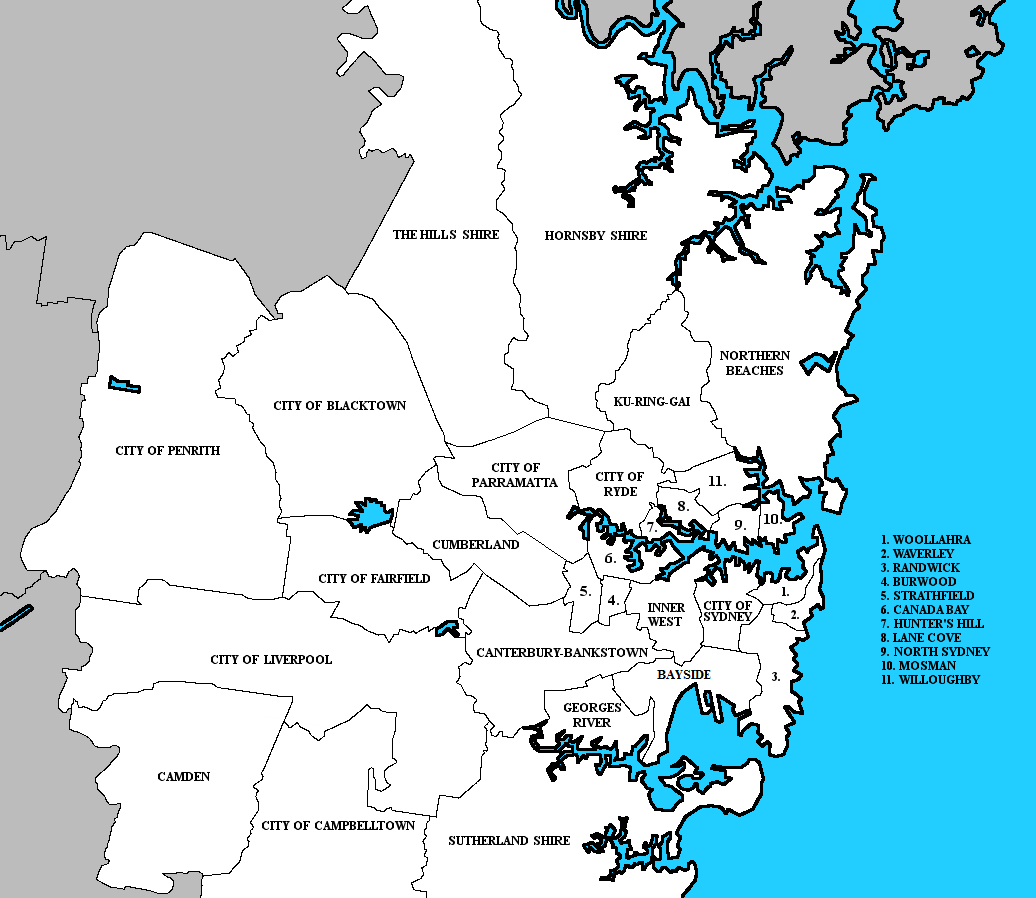
Mapa administracyjna aglomeracji Sydney, największego ośrodka miejskiego stanu

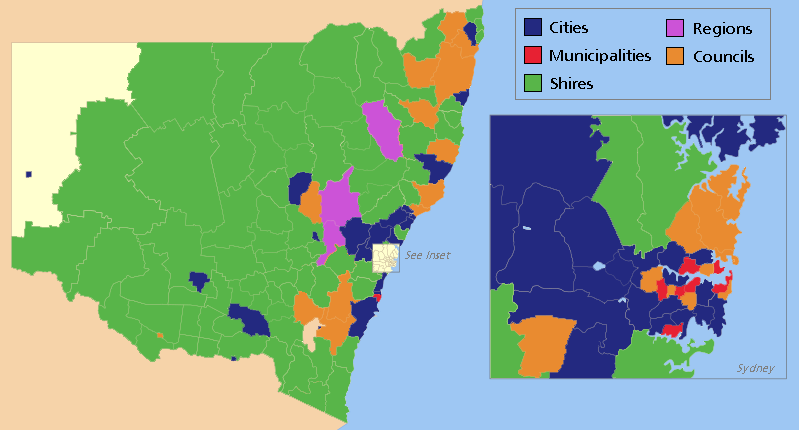
Obszary administracyjne z podziałem według stosowanej przez nie nazwy

## Lista jednostek
Jednostki uszeregowano w kolejności alfabetycznej nazw własnych.

### A
- City of Albury
- Armidale Dumaresq
- Gmina Ashfield
- Auburn

### B
- Hrabstwo Ballina
- Hrabstwo Balranald
- City of Bankstown
- Region Bathurst
- Hrabstwo Bega Valley
- Hrabstwo Bellingen
- Hrabstwo Berrigan
- City of Blacktown
- Hrabstwo Bland
- Hrabstwo Blayney
- City of Blue Mountains
- Hrabstwo Bogan
- Bombala
- Boorowa
- City of Botany Bay
- Hrabstwo Bourke
- Hrabstwo Brewarrina
- City of Broken Hill
- Burwood
- Hrabstwo Byron

### C
- Hrabstwo Cabonne
- Camden
- City of Campbelltown
- City of Canada Bay
- City of Canterbury
- Hrabstwo Carrathool
- Hrabstwo Central Darling
- City of Cessnock
- Clarence Valley
- Hrabstwo Cobar
- City of Coffs Harbour
- Hrabstwo Conargo
- Hrabstwo Coolamon
- Hrabstwo Cooma-Monaro
- Hrabstwo Coonamble
- Hrabstwo Cootamundra
- Hrabstwo Corowa
- Hrabstwo Cowra

### D
- Deniliquin
- City of Dubbo
- Hrabstwo Dungog

### E
- Hrabstwo Eurobodalla

### F
- City of Fairfield
- Hrabstwo Forbes

### G
- Hrabstwo Gilgandra
- Hrabstwo Glen Innes Severn
- Hrabstwo Gloucester
- City of Gosford
- Goulburn Mulwaree
- Hrabstwo Greater Hume
- City of Greater Taree
- Great Lakes
- City of Griffith
- Hrabstwo Gundagai
- Hrabstwo Gunnedah
- Hrabstwo Guyra
- Hrabstwo Gwydir

### H
- Hrabstwo Harden
- City of Hawkesbury
- Hrabstwo Hay
- City of Holroyd
- Hrabstwo Hornsby
- Gmina Hunter’s Hill
- City of Hurstville

### I
- Hrabstwo Inverell

### J
- Hrabstwo Jerilderie
- Hrabstwo Junee

### K
- Hrabstwo Kempsey
- Gmina Kiama
- Gmina Kogarah
- Ku-ring-gai
- Kyogle

### L
- Hrabstwo Lachlan
- City of Lake Macquarie
- Gmina Lane Cove
- Hrabstwo Leeton
- Gmina Leichhardt
- City of Lismore
- City of Lithgow
- City of Liverpool
- Hrabstwo Liverpool Plains
- Hrabstwo Lockhart

### M
- City of Maitland
- Manly
- Marrickville
- Region Mid-Western
- Hrabstwo Moree Plains
- Gmina Mosman
- Hrabstwo Murray
- Hrabstwo Murrumbidgee
- Hrabstwo Muswellbrook

### N
- Hrabstwo Nambucca
- Hrabstwo Narrabri
- Hrabstwo Narrandera
- Hrabstwo Narromine
- City of Newcastle
- North Sydney

### O
- Oberon
- City of Orange

### P
- Palerang
- Hrabstwo Parkes
- City of Parramatta
- City of Penrith
- Pittwater
- Port Macquarie-Hastings
- Port Stephens

### Q
- City of Queanbeyan

### R
- City of Randwick
- Richmond Valley
- City of Rockdale
- City of Ryde

### S
- City of Shellharbour
- City of Shoalhaven
- Hrabstwp Singleton
- Hrabstwo Snowy River
- Gmina Strathfield
- Hrabstwo Sutherland
- City of Sydney

### T
- Region Tamworth
- Hrabstwo Temora
- Hrabstwo Tenterfield
- Hrabstwo The Hills
- Hrabstwo Tumbarumba
- Hrabstwo Tumut
- Hrabstwo Tweed

### U
- Hrabstwo Upper Hunter
- Hrabstwo Upper Lachlan
- Hrabstwo Uralla
- Hrabstwo Urana

### W
- City of Wagga Wagga
- Hrabstwo Wakool
- Walcha
- Hrabstwo Walgett
- Hrabstwo Warren
- Warringah
- Hrabstwo Warrumbungle
- Waverley
- Hrabstwo Weddin
- Wellington
- Hrabstwo Wentworth
- City of Willoughby
- Hrabstwo Wingecarribee
- Hrabstwo Wollondilly
- City of Wollongong
- Gmina Woollahra
- Hrabstwo Wyong